# Bobsleeën op de Olympische Jeugdwinterspelen 2012
Bobsleeën is een van de olympische sporten die beoefend werden tijdens de Olympische Jeugdwinterspelen 2012 in Innsbruck. De wedstrijden vonden op 22 januari plaats op de bobslee-, rodel- en skeletonbaan in het nabijgelegen Igls. Er werden twee onderdelen georganiseerd; zowel bij de jongens als bij de meisjes stond de tweemansbob op het programma.

## Deelnemers
De deelnemers moesten in 1993 of 1994 geboren zijn. Het maximale aantal deelnemers was door het IOC op 20 jongens en 20 meisjes gesteld. Elk land mocht met maximaal één bobslee bij de jongens en bij de meisjes meedoen. Op de Europees/Afrikaanse kwalificatiewedstrijden werden zes plaatsen, buiten die voor het gastland vergeven, op de Amerikaans/Aziatische/Oceanische kwalificatiewedstrijden twee plaatsen voor Amerikaanse landen en één plaats aan een Aziatisch of Oceanisch land. Het gastland kreeg het recht op de 10e startplaats.
Bij de jongens namen de maximale tien teams deel volgens de oorspronkelijke opzet. Zes uit Europa, twee uit (Noord-)Amerika, een uit Azië/Oceanië en het gastland als tiende team. Bij de meisjes namen acht teams deel. Uit Europa namen Groot-Brittannië en Nederland elk met twee teams deel. Deze vier bobs namen de eerste vier plaatsen in de eindrangschikking in. Nederland de plaatsen 1 en 3, Groot-Brittannië de plaatsen 3 en 4. Italië en Roemenië (Europa), Canada (Amerika) en Japan (Azië) waren de andere vier deelnemende teams.

## Medailles
| Onderdeel           | Goud | Goud                                  | Zilver | Zilver                            | Brons | Brons                     |
| ------------------- | ---- | ------------------------------------- | ------ | --------------------------------- | ----- | ------------------------- |
| tweemansbob jongens | ITA  | Patrick Baumgartner Alessandro Grande | AUT    | Benjamin Maier Robert Ofensberger | MON   | Rudy Rinaldi Jeremy Torre |
|                     |      |                                       |        |                                   |       |                           |
| tweemansbob meisjes | NED  | Marije van Huigenbosch Sanne Dekker   | GBR    | Mica McNeill Jazmin Sawyers       | NED   | Kimberley Bos Mandy Groot |

## Uitslagen
Beide wedstrijden vonden op zondag 22 januari plaats.
| Jongens |                                       |      |         |        |            |            |
| #       | Naam                                  | Land | Tijd    | +      | 1e run     | 2e run     |
| Goud    | Patrick Baumgartner Alessandro Grande | ITA  | 1.49,14 |        | 54,83 (4)  | 54,31 (1)  |
| Zilver  | Benjamin Maier Robert Ofensberger     | AUT  | 1.49,23 | + 0,09 | 54,60 (2)  | 54,63 (4)  |
| Brons   | Rudy Rinaldi Jeremy Torre             | MON  | 1.49,31 | + 0,17 | 54,64 (3)  | 54,66 (5)  |
| 04      | Oskars Ķibermanis Elvis Kamss         | LAT  | 1.49,37 | + 0,23 | 54,57 (1)  | 54,80 (7)  |
| 05      | Olly Biddulph James Lelliott          | GBR  | 1.49,41 | + 0,27 | 54,87 (5)  | 54,54 (3)  |
| 06      | Philipp Mölter Richard Ölsner         | GER  | 1.49,42 | + 0,28 | 54,93 (6)  | 54,49 (2)  |
| 07      | Codie Bascue Jake Peterson            | USA  | 1.49,65 | + 0,51 | 54,98 (7)  | 54,67 (6)  |
| 08      | Kirill Chigvintsev Ivan Tarasov       | RUS  | 1,49,95 | + 0,81 | 55,00 (8)  | 54,95 (8)  |
| 09      | Payton Berezowski Clay Sparks         | CAN  | 1.50,54 | + 1,40 | 55,26 (9)  | 55,28 (9)  |
| 10      | Choi Junwon Choi Minseo               | KOR  | 1.51,24 | + 2,10 | 55,43 (10) | 55,81 (10) |

| Meisjes |                                      |      |         |        |           |           |
| #       | Naam                                 | Land | Tijd    | +      | 1e run    | 2e run    |
| Goud    | Marije van Huigenbosch Sanne Dekker  | NED  | 1.51,62 |        | 56,04 (2) | 55,58 (1) |
| Zilver  | Mica McNeill Jazmin Sawyers          | GBR  | 1.51,95 | + 0,33 | 56,29 (4) | 55,66 (2) |
| Brons   | Kimberley Bos Mandy Groot            | NED  | 1.52,15 | + 0,53 | 55,95 (1) | 56,20 (4) |
| 4       | Kirsten Emery Frances Slater         | GBR  | 1.52,34 | + 0,72 | 56,42 (5) | 55,92 (3) |
| 5       | Mathilde Parodi Valentina Margaglio  | ITA  | 1.52,41 | + 0,79 | 56,15 (3) | 56,26 (5) |
| 6       | Ana Andreea Constantin Andreea Grecu | ROU  | 1.52,94 | + 1,32 | 56,42 (5) | 55,52 (6) |
| 7       | Mercedes Miller Casey Froese         | CAN  | 1.54,58 | + 2,96 | 57,29 (7) | 57,29 (7) |
| 8       | Maria Oshigiri Shizuka Uehara        | JPN  | 1.55,15 | + 3,53 | 57,55 (8) | 57,60 (8) |

Alpineskiën · Biatlon · Bobsleeën · Curling · Freestyleskiën · IJshockey · Kunstrijden · Langlaufen · Noordse combinatie · Rodelen · Schaatsen · Schansspringen · Shorttrack · Skeleton · Snowboarden